# AnyDVD

Auszug aus einer DVD-Analyse, hier am Beispiel der wegen restriktiver Kopierschutzmethoden umstrittenen DVD Mr. & Mrs. Smith

AnyDVD ist eine Software für das Betriebssystem Windows. Sie befreit Video-DVDs unter anderem von Kopierschutzmechanismen wie zum Beispiel ARccOS oder Macrovision, Regionalcodes und weiteren Nutzungseinschränkungen. Weitere Fähigkeiten des Programms sind die automatische Drehzahldrosselung von DVD-Laufwerken nach Einlegen einer Video-DVD zwecks Lärmreduzierung, die halbtransparente Darstellung von Untertiteln, die Umwandlung von Zwangsuntertiteln in optionale Untertitel und das Wechseln der Bildwiederholfrequenz abhängig vom Videostandard (PAL oder NTSC) eines eingelegten Mediums. Auch kann das Programm vorgeschaltete Trailer und Hinweise auf einem Medium automatisch überspringen und wahlweise direkt zum Navigationsmenü oder zum Hauptfilm springen.
AnyDVD wurde bis Februar 2016 von dem auf Antigua und Barbuda ansässigen Unternehmen SlySoft entwickelt. Am 24. Februar 2016 gab Slysoft bekannt, die Entwicklung und den Vertrieb des Programms aus rechtlichen Gründen einzustellen. Das Unternehmen befand sich viele Jahre lang im Rechtsstreit mit dem Lizenzverwalter AACS LA. Weiterhin hatte dieser Anfang Februar 2016 einen Antrag an die United States Trade Representative (USTR) gestellt, Antigua und Barbuda, dem Hauptsitz von Slysoft, auf die Copyright Priority Watch List zu setzen. Genaue Gründe für die Einstellung der Aktivitäten wurden von Slysoft jedoch nicht mitgeteilt.
Anschließend übernahm das (nach dem Programm-Logo benannte) Unternehmen RedFox mit Sitz in Belize die Weiterentwicklung der Software. Seit März 2016 ist das Programm daher erneut in verschiedenen Nachfolgeversionen auf der RedFox-Seite verfügbar, bei deren erster, Version 7.6.9.0 (02/16), für nichtregistrierte Benutzer eine 21-tägige Testphase, jedoch ohne Zugriff auf die Online-Datenbank möglich war. Bei Version 7.6.9.1 (03/16) dagegen entfiel die Testphasen-Option, dafür war nun wieder der Zugriff auf die Online-Datenbank möglich, doch nur für Inhaber einer gültigen AnyDVD-HD-Lizenz.
In der Folge hat RedFox den Verkauf der AnyDVD-Software gänzlich eingestellt und stellt Käufern nur noch AnyDVD HD zum Download bereit, wobei Version 7.6.9.5 die letzte noch mit einer Slysoft-Lizenz nutzbare Programmversion ist – für alle nachfolgenden Programmversionen muss eine neue RedFox-AnyDVD-HD-Lizenz erworben werden.

## Beschreibung
Das Programm arbeitet als Gerätetreiber (Filtertreiber) im Hintergrund und entfernt einen eventuell vorhandenen Kopierschutz einer Video-DVD vor der Übergabe des Signals an Abspiel- oder Verarbeitungssoftware. Das Betriebssystem erkennt das Video somit als ungeschützt an und ermöglicht anderen Anwendungen dessen entsprechende Nutzung. Seit der im Februar 2007 erschienenen Version 6.1.2.3 wird das Programm auch mit einer optionalen, kostenpflichtigen Erweiterung namens AnyDVD HD angeboten. Diese ermöglicht zusätzlich das Umgehen des HDCP- bzw. AACS-Kopierschutzes von HD DVDs. Eine Unterstützung von Blu-ray Discs wurde Anfang März 2007 mit der Version 6.1.3.0 nachgerüstet. Ab der Version 6.1.8.4 verfügt AnyDVD über ein sogenanntes KI-Modul, wobei eine künstliche Intelligenz in der Software den Kopierschutz selbstständig analysiert und entscheidet, wie er zu umgehen ist. Mit Veröffentlichung der Version 6.4.0.0 war AnyDVD HD das erste und für über ein Jahr einzige Programm, das den Blu-ray-Schutzmechanismus BD+ vollständig umgehen konnte. Eine spätere modifizierte Version von BD+ kann ab Version 6.5.0.2 umgangen werden, welche Ende des Jahres 2008 erschienen ist.
Ab Version 7.0.0.0 kann AnyDVD HD beim Einlegen einer Blu-ray Disc auf Wunsch ein sogenanntes Speed Menu erstellen, welches anstelle des regulären Menüs sofort (ohne jegliche vorgeschaltete Trailer etc.) angezeigt und automatisch aus den auf der Disc enthaltenen Kapitelinformationen generiert wird. Über dieses Menü kann wahlweise der Hauptfilm, ein bestimmtes Kapitel oder jeder beliebige Track auf der Disc direkt gestartet werden. AnyDVD HD unterstützt das Integrieren dieses Sondermenüs in eine Kopie, indem es die veränderten Menüinformationen an die kopierende Anwendung durchreicht.
Mit Version 7.1.6.0 wurde die Möglichkeit eingeführt, den auf einem in die Tonspur eingewobenen digitalen Wasserzeichen basierenden Kopierschutz Cinavia beim Abspielen auf unterstützender Abspielsoftware zu deaktivieren. Der Schutz an sich wird dabei derzeit nicht entfernt, das Abspielen einer mit AnyDVD HD erzeugten Kopie auf einem Hardware-Player mit Cinavia-Unterstützung ist daher nicht möglich. Sofern AnyDVD HD auf dem abspielenden System aktiv ist, wird das Wasserzeichen jedoch so verfälscht, dass Abspielsoftware es nicht mehr erkennt und somit keine Stummschaltung der Tonspur nach ca. 20 Minuten erfolgt.
Seit April 2015 ist AnyDVD HD in Kombination mit CloneBD dazu in der Lage, Cinavia unter Qualitätsverlust vollständig zu umgehen.
AnyDVD ermöglicht es auch, den Kopierschutz einiger Audio-CDs zu umgehen – bei den meisten Audio-CDs hängt die Wirksamkeit des Kopierschutzes jedoch ausschließlich vom verwendeten CD- oder DVD-Laufwerk bzw. davon ab, ob die automatische Wiedergabe eventuell auf den Medien enthaltener Programme unterdrückt wird.

## Rechtsstreit
Die häufig zu hörende pauschalisierende Aussage, dass das Programm an sich verboten sei, entspricht nicht den Tatsachen. In vielen europäischen Ländern, auch in Deutschland und Österreich, darf das Programm zwar weder beworben noch verkauft oder verliehen werden, der Besitz selbst ist jedoch unter anderem in Deutschland nicht strafbar. Der Gebrauch ist strafbar, sofern dabei eine technische Schutzvorrichtung umgangen wird und dies nicht ausschließlich zum eigenen Privatgebrauch geschieht.
Der Heise-Verlag, der in einer Meldung vom 19. Januar 2005 in seinem Nachrichtenportal heise online einen Hyperlink auf die Entwicklerwebsite von AnyDVD gesetzt hatte, wurde von mehreren Unternehmen der Musikindustrie verklagt und vom Landgericht München I zur Entfernung des Links verurteilt. Dieses Urteil wurde vom Oberlandesgericht (OLG) München am 28. Juli 2005 bestätigt. Der Heise-Verlag legte daraufhin beim Bundesverfassungsgericht Beschwerde wegen Verletzung der Pressefreiheit ein. Nach deren Zurückweisung aus formalen Gründen hat der Verlag das Hauptsacheverfahren angestrengt. Mit Urteil vom 14. November 2007 (21 O 6742/07) hat das Landgericht München I seine bereits im einstweiligen Rechtsschutzverfahren vertretene Rechtsauffassung nochmals bestätigt. Das OLG München hat die hiergegen gerichtete Berufung am 23. Oktober 2008 (29 U 5696/07) zurückgewiesen. Dem Gericht zufolge war der Eingriff in die Medienfreiheit (Art. 5 Abs. 1 Satz 2 GG), der darin lag, dass dem Heise-Verlag die Setzung des Hyperlinks verboten wurde, durch § 95a Abs. 3 UrhG und die Grundsätze der Teilnehmerhaftung gerechtfertigt. Die Richter begründen das damit, dass dem beklagten Heise-Verlag die Rechtswidrigkeit des Internetauftritts von AnyDVD bei der Linksetzung bekannt war.
Am 14. Oktober 2010 hob der Bundesgerichtshof nach dem Revisionsverfahren das Urteil des OLG München auf und wies die Klage der Musikindustrie vollumfänglich ab. In der Einführung stellte der Senat klar, dass die konkrete Funktion der Linksetzung bewertet werden müsse, da die Verlinkung als Mittel der Berichterstattung grundsätzlich zulässig sei. Eine Anbringung des Links als fußnotenäquivalente Möglichkeit zur reinen Informationsbeschaffung spreche für seine Zulässigkeit. Das Urteil ist rechtskräftig, die Urteilsbegründung wurde am 19. April 2011 vorgelegt. Eine Verfassungsbeschwerde der Musikindustrie, die die Überprüfung des BGH-Urteils zum Ziel hatte, wurde per Beschluss vom 15. Dezember 2011 nicht zur Entscheidung angenommen. In der unanfechtbaren Ablehnungsbegründung bekräftigte das Bundesverfassungsgericht die Auffassung des Bundesgerichtshofs.